# Riverview (Alabama)
Riverview – miasto w Stanach Zjednoczonych, w stanie Alabama, w hrabstwie Escambia. W roku 2023 miasto zamieszkiwały 164 osoby, a gęstość zaludnienia wynosiła 149,1 osoby/km².